# Lac Vardavar
Pour l’article homonyme, voir Vartavar.
Le lac Vardavar ou lac Tokhmakh est un lac situé dans le Parc de Lyon dans le district d'Erebouni, à Erevan, en Arménie.

## Géographie
Il se situe à environ quatre kilomètres à l'est du lac Erevanian.